# فيفا للترفيه
فيفا للترفيه (بالإنجليزية: Viva Entertainment, Inc.)‏ شركة ترفيه فلبينية تأسست عام 1981.

## الشركات التابعة
- ستوديو فيفا (بالإنجليزية: Studio Viva)‏
- الترفيه النهائي (بالإنجليزية: Ultimate Entertainment)‏
- أفلام فيفا (بالإنجليزية: Viva Films)‏
- فيفا العالمية للأغذية والمطاعم (بالإنجليزية: Viva International Food and Restaurants)‏
- صور فيفا الدولية (بالإنجليزية: Viva International Pictures)‏
- مجموعة فيفا ميوزيك (بالإنجليزية: Viva Music Group)‏
- مجموعة فيفا للنشر (بالإنجليزية: Viva Publishing Group)‏
- فيفا فيديو (بالإنجليزية: Viva Video)‏

## الأقسام
- وكالة فيفا للفنانين (بالإنجليزية: Viva Artists Agency)‏
- تلفزيون فيفا كيبل (بالإنجليزية: Viva Cable TV)‏
- فيفا ديجيتال (بالإنجليزية: Viva Digital)‏
- فيفا التفاعلية (بالإنجليزية: Viva Interactive)‏
- فيفا لايف (بالإنجليزية: Viva Live)‏
- فيفا سبورتس (بالإنجليزية: Viva Sports)‏

## خدمات الإنترنت
- فيفاماكس (بالإنجليزية: Vivamax)‏[3]
- فيفا وان (بالإنجليزية: Viva One)‏[4]